# 皮特科 (加利福尼亞州)
皮特科（英語：Pitco）是位於美國加利福尼亞州金斯縣的一個非建制地區。該地的面積和人口皆未知。

## 地理
皮特科的座標為36°21′09″N 119°39′12″W / 36.35250°N 119.65333°W，而該地的平均海拔高度為77米（即253英尺）。